# テンペスト (1979年の映画)
『テンペスト』（The Tempest）は、1979年公開のデレク・ジャーマンの映画。ウィリアム・シェイクスピアの同名の戯曲を原作とするが、現代語訳ではなく、原典の台詞をそのまま使用している。

## スタッフ
- 監督／脚本：デレク・ジャーマン
- 原作：ウィリアム・シェイクスピア

## 出演
- ヒースコート・ウイリアムズ
- カール・ジョンソン
- トーヤ・ウイルコックス
- ピーター・ブル
- リチャード・ワーウィック
- エリザベス・ウエルチ
- ジャック・バーケット
- デヴィッド・メイヤー
- クレア・デヴェンポート